# José Ulises Macías Salcedo
José Ulises Macías Salcedo (* 29 de Outubro de 1940 em León, México) é um clérigo mexicano e arcebispo católico romano emérito de Hermosillo.

## Vida
José Ulises Macías Salcedo estudou teologia e filosofia católicas na Pontifícia Universidade Gregoriana de Roma. Ele recebeu em 10 de Abril de 1966, o sacramento da ordenação da diocese de León. José Ulises Macías Salcedo é licenciado em filosofia.
No dia 14 de Junho de 1984 O Papa João Paulo II o nomeou Bispo de Mexicali. O núncio apostólico no México, arcebispo Girolamo Prigione, doou-lhe a  ordenação episcopal no dia 29 de julho do mesmo ano; Os co- consagradores foram seu predecessor, o bispo de Tlalnepantla, Manuel Pérez-Gil y González, e o bispo de León, Anselmo Zarza Bernal.
No dia 20 de Agosto de 1996 João Paulo II o nomeou arcebispo de Hermosillo. A inauguração ocorreu no dia 29 de outubro do mesmo ano.
Em 26. Em fevereiro de 2016, o Papa Francisco aceitou sua renúncia devido à idade.